# 闇影詩章
《闇影詩章》，是一款由Cygames發行的交換卡片遊戲。最初於2016年6月17日推出在iOS、Android兩平台上的版本，同年隨後登陸PC上的DMM GAMES、Steam平台。遊戲內容基本免費，玩家也可另行購買卡包。
《闇影詩章》的故事背景與同公司的社交遊戲《巴哈姆特之怒》共用世界觀；此外，該遊戲還將《巴哈姆特之怒》以及《碧藍幻想》中的部分插圖重新繪製後引用至當中。
該遊戲共包含三種大版本與營運區：日本版、國際版（包含英文、韓文、正體中文、簡體中文等語言）、中國版；前兩者由Cygames直營且為同一伺服器，後者則由網易代理。2018年8月21日於國際版追加簡體中文，惟翻譯文本與中國版有極大差異點。
2016年至2018年連載有相關漫畫《亞梨沙決鬥詩章》，單行本全4卷。
2019年10月7日，Cygames發表了以該遊戲為基礎的改編動畫《暗影詩章》電視動畫版，並於2020年4月7日開播，2021年3月30日完結。
2020年11月5日，以電視動畫為基礎的衍生Nintendo Switch遊戲《闇影詩章：霸者之戰》於任天堂日本區上市，正體中文版也在同年12月於任天堂香港區上市。

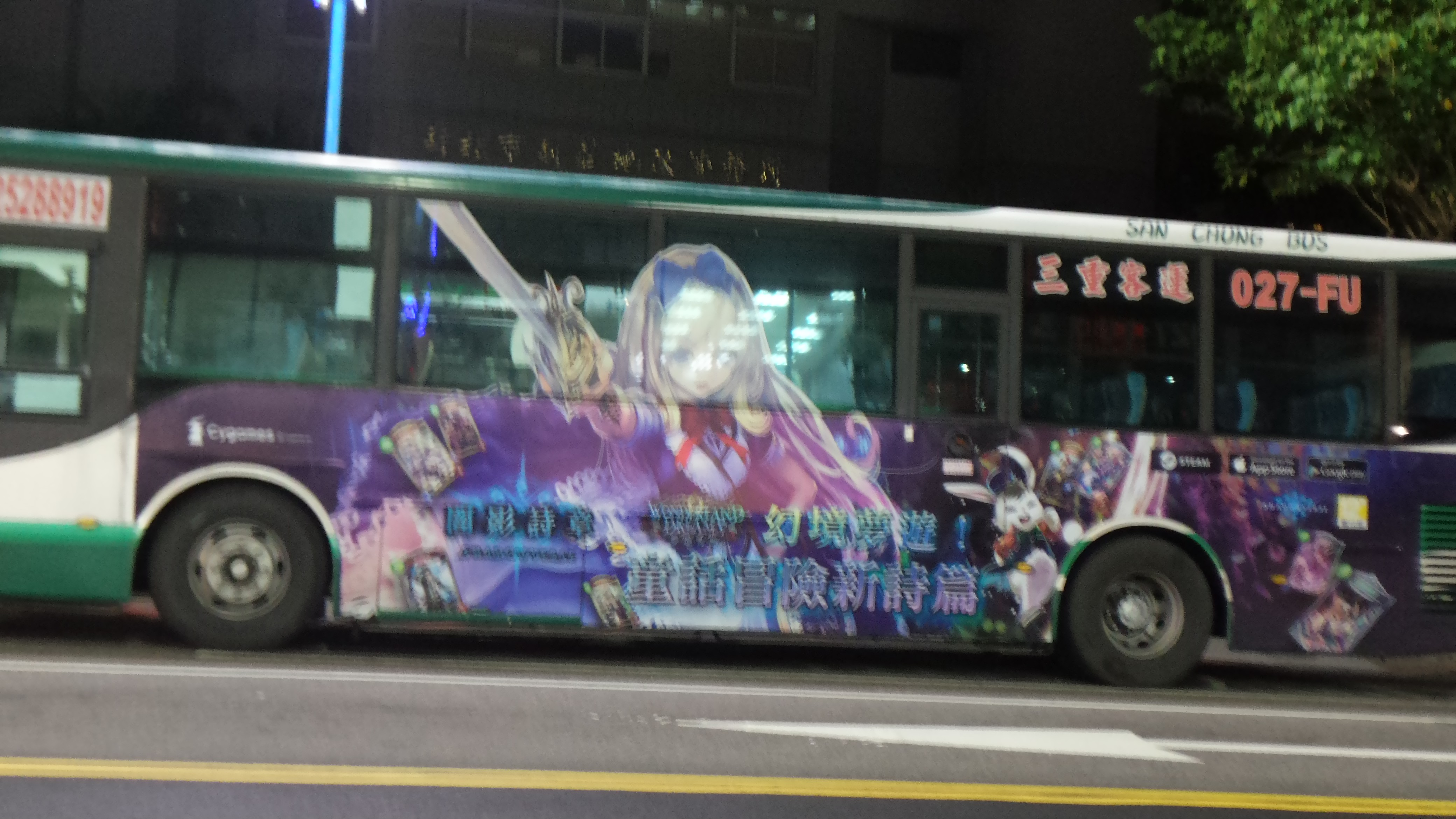
闇影詩章第五彈卡包宣傳-不可思議的探求者·愛麗絲

## 遊戲系统

### 基本規則（）
玩家可由八名不同職業的主戰者中選擇一位代表本人，並在3951張卡牌（截至HOS）中選擇40張牌構築自己的卡组。根據職業的不同，可用於構築的卡牌會有所不同。
玩家使用各自構築好的牌組，與其他玩家進行1對1形式的對戰。對戰以回合制進行，雙方玩家的生命設定值為20，可以輪流在自己的回合中召喚從者進行攻擊，或是施展法術、使用護符來支援從者，如果讓對方主戰者的生命值降為0，或是使對方主戰者的牌組歸為0強制敗北即可獲得勝利。

#### 主戰者（）

##### 精靈（，Elf/Forestcraft）
依靠消費1，攻擊力1／生命值1的妖精從者卡協助，以累積手牌張數，使數張卡片相互配合使用製造有利局勢的類型。

##### 皇家護衛（，Royal/Swordcraft）
依靠士兵和指揮官兩種從者組成，相互聯繫，同時推進戰鬥的類型。

##### 巫師（，Witch/Runecraft）
通過召喚其他魔法師、使用直接法術以及為無機物注入生命的魔法控制場面類型，為駕馭法術、考驗技巧的職業。擁有通過使用法術而使卡牌得到強化的「魔力增幅（Spell Boost）」能力，可以讓原本手牌中高消費的卡片變成低消費、或是讓攻擊效果不斷疊加。

##### 龍族（，Dragon/Dragoncraft）
以消耗大量PP（Play Point，卡片點數）召喚強大的從者以控制局面的類型。使用增加PP最大值的卡片，以比對手更快提升每回合可使用的PP最大值。當PP達到7以上時，卡牌可以獲得名為「覺醒（Awakening）」的強化，某些卡片在覺醒狀態下使用的話能力會增強。

##### 死靈法師（，Necromancer/Shadowcraft）
利用墓場掌控戰局的類型，以亡靈從者或有特殊效果的卡片累積墓場卡片數，接著消費掉墓場就能發揮特殊能力效果的「死靈術（Necromancy）」能力。

##### 吸血鬼（，Vampire/Bloodcraft）
擅長配合生命值變動的戰法。擁有許多藉由攻擊自己的主戰者來獲得強力能力的卡片，可以造成效果顯著的攻擊，有時亦可以進行吸收生命力攻擊的類型。在生命值位於10或是低於10時，附有「復仇（Revenge）」能力的卡牌便會被強化。

##### 主教（，Bishop/Havencraft）
序盤時偏重防守，接著通過護符詠唱，使護符詠唱經過一段時間之後召喚強大從者，自中盤開始壓制對手的類型。

##### 復仇者（，Nemesis/Portalcraft）
使用因卡片能力產生之創造物類型的特殊卡，將其加入牌堆或抽取至手牌發揮效果的類型。當牌組卡片數量為偶數時，卡牌可以獲得名為「共鳴（Resonance）」的強化，某些卡片在共鳴狀態下使用的話能力會增強。

### 進化系統（，Evolving）
本作獨有的進化系統，概念發想於同公司的另一款遊戲《巴哈姆特之怒》的四階段進化系統。每場戰鬥開始，先攻玩家經過五回合、後攻玩家經過四回合後，可以消耗進化點數（EP）來進化自己場上的從者。
進化後的從者不止能增加攻擊力和生命值(部分例外)，還可以和擁有突進能力的從者一樣，即便是剛下場的回合也能立即攻擊敵人的從者。而有部分從者具有進化時發動，或進化後獲得的能力。
玩家每場對戰所擁有的進化點數量都有限，而且只有少數的卡片能力可以回復消耗掉的進化點。妥適運用有限的進化點數，並判斷進化的時機，就能夠創造決定性的勝利關鍵，或扭轉頹敗的劣勢。

### 卡牌系統（，Cards）
卡牌有從者、法術及護符三种类型，使用方法有所不同。

#### 從者（，Followers）
從者是场上可以战斗的卡牌。從者可以对己方角色进行辅助，并可以对敌方角色或從者造成伤害。战斗中，可以进化自己的從者。

#### 法術（，Spells）
打出时立刻发动效果的卡牌，效果结束后立刻移至墓场。

#### 護符（，Amulets）
打出时即发动、随后停留在场内发挥效果的卡牌。護符本身无法进行攻击或被攻击。

### 遊戲模式（，Game Mode）

#### 單人遊戲（，Solo）
玩家對戰電腦(CPU)的單人遊戲模式。包含使用預先設定好的主戰者推進劇情的「主線劇情」與可自由調整對手強度的「練習模式」。

#### 對戰（，Matches）
玩家與玩家之間的線上對戰，對戰形式分為僅可使用最近發售之5種卡包及基本卡的「指定系列」，以及全部卡牌皆可使用的「無限制」(但某些卡牌可能會因為平衡性問題而暫時設下使用限制)。
另外也可選擇玩家配對方式，分為隨機選擇對手的「自由對戰」、藉由勝負次數決定階級，以階級相近的對手對戰的「階級對戰」、可以開對戰房間邀請好友或提供房號尋找對手的「私人對戰」。

#### 競技場（，Arena）
透過即興組構的牌組與其他玩家對戰的模式，必須使用入場券或虛擬貨幣參加。對戰形式分為「2 Pick」與「Open 6」。

##### 2 Pick
2016年8月15日新增，首先從系統提供的三種職業中選擇一種，接著在兩對卡牌中選擇一邊，連續15次組成一套30張的牌組對戰。

##### Open 6
2019年5月21日新增。使用所購買的5包卡包及幻影卡包，來編制包含30張以上卡片的牌組以進行對戰。
於幻影卡包中出現的幻影卡，將為最新4彈卡包中的5張黃金卡與3張傳說卡。幻影卡僅可於Open 6模式中使用，即使於卡包中出現也不會成為玩家的所持卡片。於編輯牌組等頁面中，幻影卡的外框將與普通的卡片不同。如果獲得4勝以上，則可由幻影卡包中選取1張卡片，作為自己的所持卡片。

## 剧情
故事敘述被称作「天啟之樹」的闪耀图纹突然出现在世间。精灵少女亚里莎为了成为「森林守护者」与同是精灵少女的羅莎莉亞每天进行着修行。但在某天她们遭到谜之怪物「虚之影」的袭击，在戰鬥中萝沙丽亚為了保護亚里莎被虚之影給掳走。为了救回好友的亚里莎下定决心踏上旅程。同时阿雷斯达王国的皇家护卫兼女侍從「艾莉卡」、宫廷魔术师「伊莎贝尔」、原骑士团长「罗文」、居住在洋房的少女「露娜」、被封印的吸血鬼之王「尤里亚斯」、教会的祭司「伊莉丝」、举起反抗之旗的复仇者「伊昂」也因各种机缘巧合展開他们的行动而踏上旅程。

## 主戰者與劇情角色

### 天啟之樹篇登場
亞里莎（Arisa，聲：優木加奈）
一位為了成為有責任感的森林守護者，總是在森林裡不斷努力修行與練習射箭的精靈少女。為了救出被「虛之影」給擄走的好友蘿沙麗亞決定展開旅程。
負責專長牌組為精靈的傳奇角色。
艾莉卡（Erika，聲：石上靜香）
侍奉亞雷斯達王國女皇室士兵侍從官，作為侍從無論率領士兵、護衛能力或劍術都很優異，擁有高超的戰鬥力。由於傳說中吸血鬼所沉眠的「封印的古城」發生異變，因此決定離開王國前往調查找出原因。
負責專長牌組為皇家的傳奇角色。
伊莎貝爾（Isabelle，聲：佐倉薰）
亞雷斯達王國的宮廷魔法師，擅長用魔法。
與獵龍騎士團之一的成員凱爾·沃克是戀人關係。原與凱爾約好等他出征回來後要結婚成家，卻在某日接獲凱爾在戰場上陣亡的噩耗感到難過，為了讓他復活過來決定鑽研亡者復活的禁忌魔法的研究領域，因此擁有「禁忌的魔法師」的稱號。
負責專長牌組為巫師的傳奇角色。
羅文（Rowen，聲：杉田智和）
亞雷斯達王國軍的獵龍騎士團的團長。擁有面對巨龍也能臨危不懼的勇氣與戰鬥的性格，以及時常為同伴著想的溫柔之心。為了從突然出現的謎樣怪物中守護家人執起長槍挺身奮戰。
負責專長牌組為龍族的傳奇角色。
露娜（Luna，聲：小倉唯）
一位在被黑暗薄霧所壟罩的洋館中獨自生活並且抱著小狗玩偶的女孩。其年齡相應的可愛外表下寄宿著冰冷且不祥的陰影。
原本與雙親居住在洋館，當雙親被一位闖入住宅的盜賊給殺害後就孤獨地生活，經常與許多幽靈跟靈異東西一起作伴，為了能更開心地跟「家人」生活下去決定要與人類成為朋友。
負責專長牌組為死靈法師的傳奇角色。
伊莉絲（Eris，聲：井上喜久子）
一位在遠離城市的大聖堂中擔任司祭，不斷為使陷入徬徨的人能被救贖而祈禱的女祭司，過去在某個貧困的村莊擔任祭司卻發現此村莊被別的村莊的村民給毀滅，由於無法去憎恨對方轉而痛恨與背叛世界，自此擁有「罪孽沉重的祭司」的稱號，直至某些原因喪失部分的記憶跟「另一個自己」碰面。
負責專長牌組為主教的傳奇角色。
尤里亞斯·福爾蒙德（Urias Formonde，聲：諏訪部順一）
一位支配夜晚的吸血鬼族末裔國王，由於身為吸血鬼族所以被人稱為「闇夜之王」與「吸血鬼之王」的稱號，喜歡跟強敵中對戰時獲得的喜悅，不喜歡無趣的事物。
在過去與亞雷斯達的國王巴爾薩澤的戰鬥中被他打敗與封印起來，直至現今被一位身份不明人物從封印中解放後重獲自由。為了能再與巴爾薩澤對戰決定重返到闇之世界。
負責專長牌組為吸血鬼的傳奇角色。
伊昂（Yuwan，聲：柿原徹也）
超越定理的神祕人物，來自不同世界尋求復仇的渴望。於2017年12月隨第七彈卡包「時空轉生」實裝。
負責專長牌組為復仇者的傳奇角色。

### 命運反逆篇登場
峇妮（Bunny，聲：戶松遙）
峇儂（Baron，聲：中村悠一）
麥哲（Maiser，聲：島崎信長）
聖里奈（Selena，聲：花澤香菜）
依璐凱諾（Illganeau，聲：澤城美雪）

### 暗黑世界篇登場
雪華（Sekka，聲：麻倉桃）
德萊克（Drache，聲：細谷佳正）
蜃景（Kagero，聲：福山潤）
亞瑞札特（Aluzard，聲：檜山修之）

## 版本沿革
本遊戲約三個月推出一彈新的卡包，遊戲發行最初一年半間可以使用全部的卡片。2017年12月起加入「退環境」的制度後，由基本卡加上最新五彈卡包組成的比賽環境稱為「指定系列（Rotation）」模式，並隨著新卡包推出，最舊的卡包將退出環境；另有「無限制（Unlimited）」模式則可以使用禁卡以外的全部卡包。此外，自第八彈《起源之光·終焉之闇》開始，每彈卡包的第二個月底將新增「擴充卡包(DLC)」。
| 卡包一覽 | 卡包一覽           | 卡包一覽 | 卡包一覽                | 卡包一覽                         | 卡包一覽       | 卡包一覽              | 卡包一覽           |
| 彈數     | 中文名             | 縮寫     | 英文名                  | 日文名                           | 實裝日期       | 擴充卡包(DLC)實裝日期 | 指定模式退環境日期 |
| -------- | ------------------ | -------- | ----------------------- | -------------------------------- | -------------- | --------------------- | ------------------ |
| 1        | 經典卡包           | CLC      | Classic Card Pack       |                                  | 2016年6月17日  | -                     | 僅部分基本卡       |
| 2        | 暗影進化           | DRK      | Darkness Evolved        |                                  | 2016年9月30日  | -                     | 2018年3月29日      |
| 3        | 巴哈姆特降臨       | RoB      | Rise of Bahamut         |                                  | 2016年12月29日 | -                     | 2018年3月29日      |
| 4        | 諸神狂嵐           | ToG      | Tempest of the Gods     |                                  | 2017年3月30日  | -                     | 2018年6月28日      |
| 5        | 夢境奇想           | WLD      | Wonderland Dreams       |                                  | 2017年6月29日  | -                     | 2018年9月27日      |
| 6        | 星神傳說           | SFL      | Star Forged Legends     |                                  | 2017年9月27日  | -                     | 2018年12月27日     |
| 7        | 時空轉生           | CGS      | Chronogenesis           |                                  | 2017年12月29日 | -                     | 2019年3月28日      |
| 8        | 起源之光·終焉之闇  | DBN      | Dawnbreak, Nightedge    |                                  | 2018年3月29日  | 2018年5月30日         | 2019年6月27日      |
| 9        | 蒼空騎翔           | BoS      | Brigade of the Sky      |                                  | 2018年6月28日  | 2018年8月14日         | 2019年9月26日      |
| 10       | 滅禍十傑           | OoT      | Omen of the Ten         |                                  | 2018年9月27日  | 2020年3月30日         | 2019年12月28日     |
| 11       | 扭曲次元           | ALT      | Altersphere             |                                  | 2018年12月27日 | 2019年2月19日         | 2020年3月30日      |
| 12       | 鋼鐵的反叛者       | STR      | Steel Rebellion         |                                  | 2019年3月28日  | 2019年5月21日         | 2020年6月30日      |
| 13       | 榮耀再臨           | RoG      | Rebirth of Glory        |                                  | 2019年6月27日  | 2019年8月22日         | 2020年9月29日      |
| 14       | 森羅咆哮           | VEC      | Verdant Conflict        |                                  | 2019年9月26日  | 2019年11月25日        | 2020年12月28日     |
| 15       | 極鬥之巔           | UCL      | Ultimate Colosseum      |                                  | 2019年12月28日 | 2020年2月20日         | 2021年3月30日      |
| 16       | 那塔拉的崩壞       | WUP      | World Uprooted          |                                  | 2020年3月30日  | 2020年5月21日         | 2021年6月29日      |
| 17       | 命運諸神           | FoH      | Fortune's Hand          |                                  | 2020年6月30日  | 2020年8月20日         | 2021年9月27日      |
| 18       | 勒比盧的旋風       | SOR      | Storm Over Rivayle      |                                  | 2020年9月29日  | 2020年11月19日        | 2021年12月27日     |
| 19       | 十天覺醒           | ETA      | Eternal Awakening       |                                  | 2020年12月28日 | 2021年2月21日         | 2022年3月25日      |
| 20       | 暗黑的威爾薩       | DOV      | Darkness Over Vellsar   |                                  | 2021年3月30日  | 2021年5月20日         | 2021年6月28日      |
| 21       | 物語重歸           | RSC      | Renascent Chronicles    |                                  | 2021年6月29日  | 2021年8月19日         | 2021年9月26日      |
| 22       | 超越災禍者         | DOC      | Dawn of Calamity        |                                  | 2021年9月27日  | 2021年11月17日        | 2021年12月26日     |
| 23       | 十禍鬥爭           | OOS      | Omen of Storms          |                                  | 2021年12月27日 | 2022年2月1日          | 2022年3月25日      |
| 24       | 天象樂土           | EOP      | Edge of Paradise        | 天象の楽土                       | 2022年3月25日  | 2022年5月19日         | 2022年6月28日      |
| 25       | 極天龍鳴           | RGW      | Roar of the Godwyrm     | 極天竜鸣                         | 2022年6月28日  | 2022年8月18日         | 2022年9月27日      |
| 26       | 示天龍劍           | CDB      | Celestial Dragonblade   | 天示す竜剣                       | 2022年9月27日  | 2022年11月21日        | 2022年12月27日     |
| 27       | 八獄魔境·阿茲弗特  | EAA      | Eightfold Abyss:Azvaldt | 八獄魔境アズヴォルト             | 2022年12月27日 | 2023年2月20日         | 2023年3月27日      |
| 28       | 遙久學園           | AOA      | Academy of Ages         | 遥かなる学園                     | 2023年3月27日  | 2023年5月17日         | -                  |
| 29       | 密斯塔爾西亞的英雄 | HOR      | Heroes of Rivenbrandt   | ミスタルシアの英雄               | 2023年6月27日  | 2023年8月17日         | -                  |
| 30       | 變革的恆規         | ORS      | Order Shift             | ミスタルシアの英雄               | 2023年9月26日  | 2023年11月16日        | -                  |
| 31       | 傳說復甦           | RSL      | Resurgent Legends       | リサージェント・レジェンズ       | 2023年12月26日 | 2024年2月19日         | -                  |
| 32       | 闇影詩章：英雄群起 | HOS      | Heroes of Shadowverse   | ヒーローズ・オブ・シャドウバース | 2024年3月26日  | 2024年6月17日         | -                  |

## 發行

### 日本版與國際板
本作最初於2016年6月17日發行於iOS、Android平台(手機版)，隨後8月22日在DMM GAMES平台、10月28日在Steam平台發行(PC版)。於日本區iOS、Android平台的版本僅含日語，其他地區的首發版本即包含日語和英語，隨後於2017年新增正體中文、2018年新增簡體中文。所有區域共用同一伺服器(除中國版)。
PC版可於Windows、Mac OS上執行。相較於手機版，PC版擁有更多額外的功能：包括自訂滑鼠或快捷鍵於戰鬥中的功能、更高的解析度、60fps畫面等等。
此外，玩家可使用同一帳號於PC版與手機板之間轉換遊玩，以下为注意事项：
- 可以与手机版进行数据共享的的PC版帐户仅限一个。
- 已与其他PC游戏平台进行数据共享的账号，不能与Steam平台进行数据共享。
- 一旦与PC版进行了数据共享，则无法解除。
- 在手机版或DMM GAMES版中购买的水晶不能在Steam版中使用，反之亦然。[註 1]

### 中國版
本遊戲的中國服版本由網易代理，於2017年Chinajoy展場亮相，並於同年10月26日進行iOS版本的首發測試；最後敲定先後於2018年4月27日、5月4日分別營運iOS、Android/PC版本。
因為遊戲中若干主戰者和卡牌的正體中文譯本不符合中國政府審查部門要求，網易修改了部分遊戲中用語。舉例如下：
- 死靈法師→喚靈師
- 吸血鬼→暗夜伯爵
- 復仇者→超越者
- 復仇→反擊（吸血鬼在生命值10以下的被動效果）

在2018年4月27日起正式上線的中國服，初始版本為第七季卡包《時空轉生》，而非Cygames直營服的當前版本─第八季卡包《起源之光·終焉之闇》。
根據網易公告表示，本遊戲的中國伺服器，因為程式架構差異、相容性測試、審查上線流程等因素，平均時間相比國際服慢45~60天；因此第八季卡包《起源之光·終焉之闇》在中國服延到2018年6月14日實裝，並且尚無國際服於2018年5月30日實裝的「擴充卡包」，往後的更新延後也依此類推。

## 反响

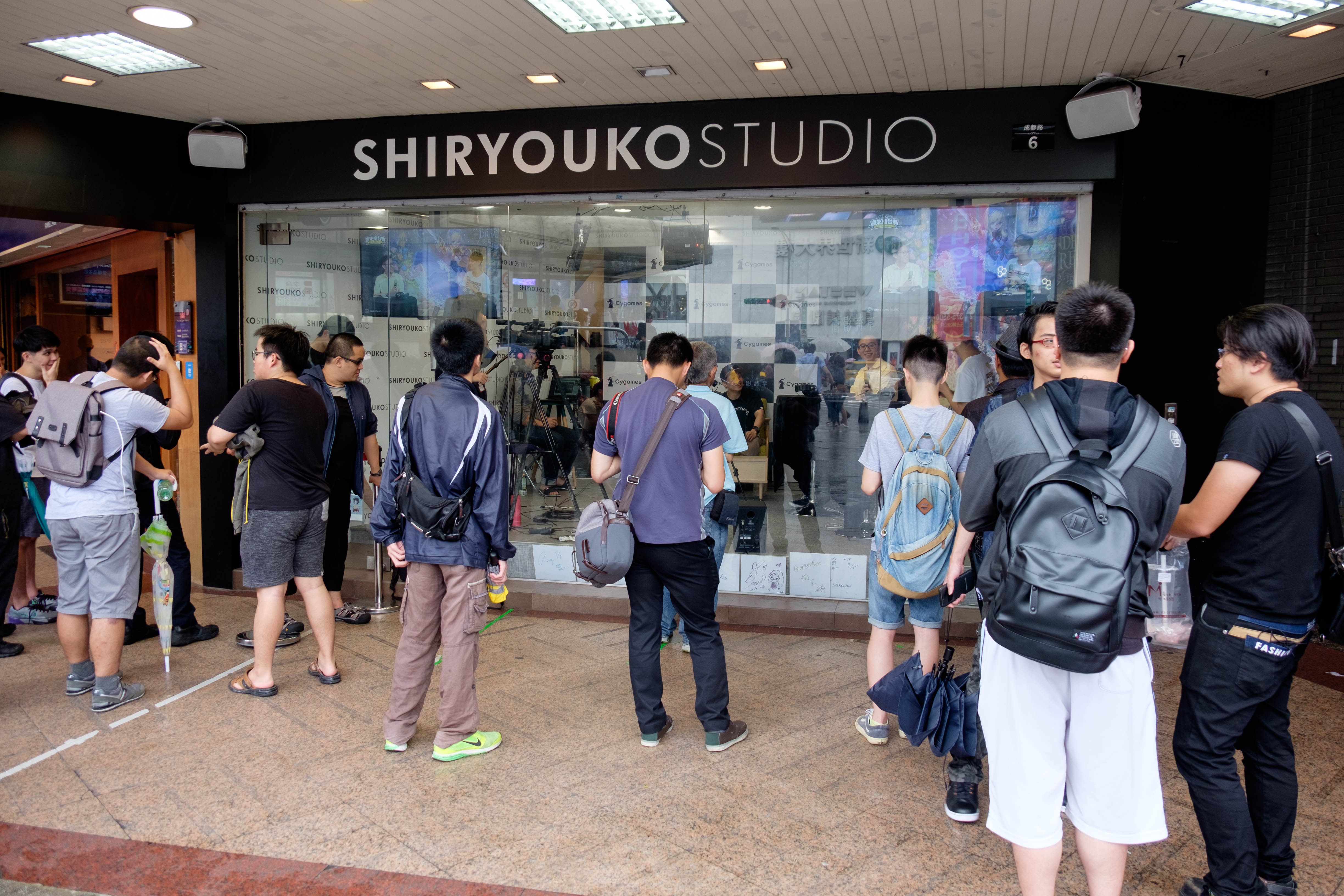
2017年6月18日，臺北市萬華區詩涼子街頭實況攝影棚舉辦首次《闇影詩章》週末擂台賽，並透過twitch線上轉播實況。

自发行日2016年6月17日的9天内，游戏即取得了200万次以上的下载次数。根據SuperData Research於2017年釋出的報告中，《闇影詩章》已於2016年中在全球贏得了1億美元的收入，成為該年度最受歡迎的遊戲之一。

## 爭議事件

### 港澳玩家數據擬遷移事件
根據Cygames於2018年6月14日所發布之公告，由於中國代理商網易取得香港、澳門兩地的遊戲經營權，因此Cygames擬將港澳玩家數據遷移至網易營運之中國服，並訂出如下時程：
1. 2018/6/28～2018/8/10 0900：開放受理港澳用戶申請將遊戲數據遷移至網易（非強制性，若不願轉移資料者，其原始資料仍會持續留在Cygames國際服）。
2. 2018/8/14：終止提供於港澳Google Play、App Store等手機商城下載遊戲（Steam電腦版暫未受影響）。
3. 各項在中國服未授權的合作內容，如《快打旋風》人物造型、杉田智和廣播劇《Anigera（日语：杉田智和のアニゲラ!ディドゥーーン）》合作內容，均以等值金幣或水晶補償[46]。

此一舉措除了將本遊戲的國際繁中版客戶端，自手機商城下架外，甚至封鎖港澳玩家用本地IP位置遊玩（除非用中港澳以外IP的VPN），故引起港澳玩家一片譁然。
Cygames於2018年8月1日更新前述公告內容，表示港澳玩家的伺服器轉移期限，將無限期順延，直到網易另行發布通知，故港澳玩家至今只能在Cygames直營服繼續進行遊戲。

## 相關產品

### 電視動畫
由ZEXCS製作，以本遊戲為基礎概念的電視動畫，於2020年4月7日起開播；而電視動畫中的所有人物、世界觀均與本原作遊戲完全不同。

### 漫畫
《亞梨沙決鬥詩章》（日语：SHADOWVERSE ありさデュエルバース）是由日本漫畫家邪武丸創作的日本漫畫，於2016年6月2日至2018年12月27日在Cygames旗下的網路漫畫平台Cycomi連載，單行本全4卷。本作將遊戲帶入劇情，講述主角亞梨沙遊玩《闇影詩章》的故事。

#### 出版書籍
| 卷數 | 講談社         | 講談社                 | 東立出版社     | 東立出版社                       |
| 卷數 | 發售日期       | ISBN                   | 發售日期       | ISBN/EAN                         |
| ---- | -------------- | ---------------------- | -------------- | -------------------------------- |
| 1    | 2017年8月30日  | ISBN 978-4-065-09212-5 | 2018年3月23日  | EAN 471094555512-6（首刷附錄版） |
| 2    | 2017年12月28日 | ISBN 978-4-065-09235-4 | 2018年9月6日   | ISBN 978-957-26-0400-7           |
| 3    | 2018年6月29日  | ISBN 978-4-065-11873-3 | 2019年1月3日   | ISBN 978-957-26-1492-1           |
| 4    | 2019年3月29日  | ISBN 978-4-065-15534-9 | 2021年11月19日 | ISBN 978-957-26-5115-5           |

### 實體卡牌遊戲
《Shadowverse EVOLVE》（日语：シャドウバース エボルヴ）為《闇影詩章》的實體集換式卡牌遊戲，由 Cygames 策劃和開發，並由 Bushiroad 製造、銷售和營運。日本於 2022 年 4 月 28 日首發（六套入門卡組），而北美則是於 2023 年 6 月 30 日推出。
《Shadowverse EVOLVE》共僅有六種職業，其將《闇影詩章》的「死靈法師」和「吸血鬼」整合為同一職業「夢魘」，且對涉及到的《闇影詩章》原作相關機制有所簡化，並取消「復仇者」這一職業。

而《Shadowverse EVOLVE Supporter》則是一款與實體卡牌TCG《Shadowverse EVOLVE》相配套的手機APP，玩家可使用該軟體進行計算生命值、PP狀態等功能來輔助對戰。

### 電子遊戲續作
《闇影詩章：凌越世界》（英語：Shadowverse: Worlds Beyond，簡稱：闇影詩章WB、SVWB）為《闇影詩章》的正統續作，並經歷多次延期推出的消息，最終於 2025 年 6 月 17 日全球同步推出。
《闇影詩章：凌越世界》以《闇影詩章》為基礎加入了「超進化」、「額外PP」等新系統，以及全新的社交空間「闇影詩章樂園」等新元素，並具有與《闇影詩章》資料連結功能的獨立遊戲應用軟體。
本作的變更點在於，參考已在實體卡牌遊戲《Shadowverse EVOLVE》中取得成果的架構，將「死靈法師」與「吸血鬼」合併為有上述兩種職業特性的新職業「夜魔」，而僅有七種職業。
《闇影詩章：凌越世界》將以兩位新角色作為主角──復仇者職業的主角「黛芮采」和精靈職業的主角「拉卜桑」。包含兩位主角的新角色預定於主線劇情中登場，並展開精彩的故事情節。